# La Luzerne
La Luzerne è un comune francese di 52 abitanti situato nel dipartimento della Manica nella regione della Normandia.

## Società

### Evoluzione demografica
Abitanti censiti